# Alchemilla undulata
Alchemilla undulata är en rosväxtart som beskrevs av Robert Buser. Alchemilla undulata ingår i släktet daggkåpor, och familjen rosväxter. Inga underarter finns listade i Catalogue of Life.